# الاتیور، اریالور
الاتیور، اریالور (به انگلیسی: Alathiyur, Ariyalur) یک منطقهٔ مسکونی در هند است که در تامیل نادو واقع شده‌است.

## خصوصیات
الاتیور ۴٬۰۱۲ نفر جمعیت دارد.